# Basiano
Basiano település Olaszországban, Lombardia régióban, Milánó megyében. Lakosainak száma 3684 fő (2023. január 1.). Basiano Cambiago, Cavenago di Brianza, Masate, Ornago, Pozzo d’Adda, Roncello és Trezzano Rosa községekkel határos.

## Népesség
A település népességének változása:
| Lakosok száma | 2943 | 3661 | 3674 | 3711 | 3684 |
|               | 2005 | 2013 | 2017 | 2018 | 2023 |